# Pretty Maids
Pretty Maids – duński zespół hardrockowo-heavymetalowy, powstały w 1981 roku z inicjatywy wokalisty Ronniego Atkinsa i gitarzysty Kena Hammera. Obecnie jest uważany za jeden z najważniejszych metalowych zespołów z Danii, który wywarł duży wpływ na zespoły następnego pokolenia, m.in. Hammerfall i Edguy.

## Historia

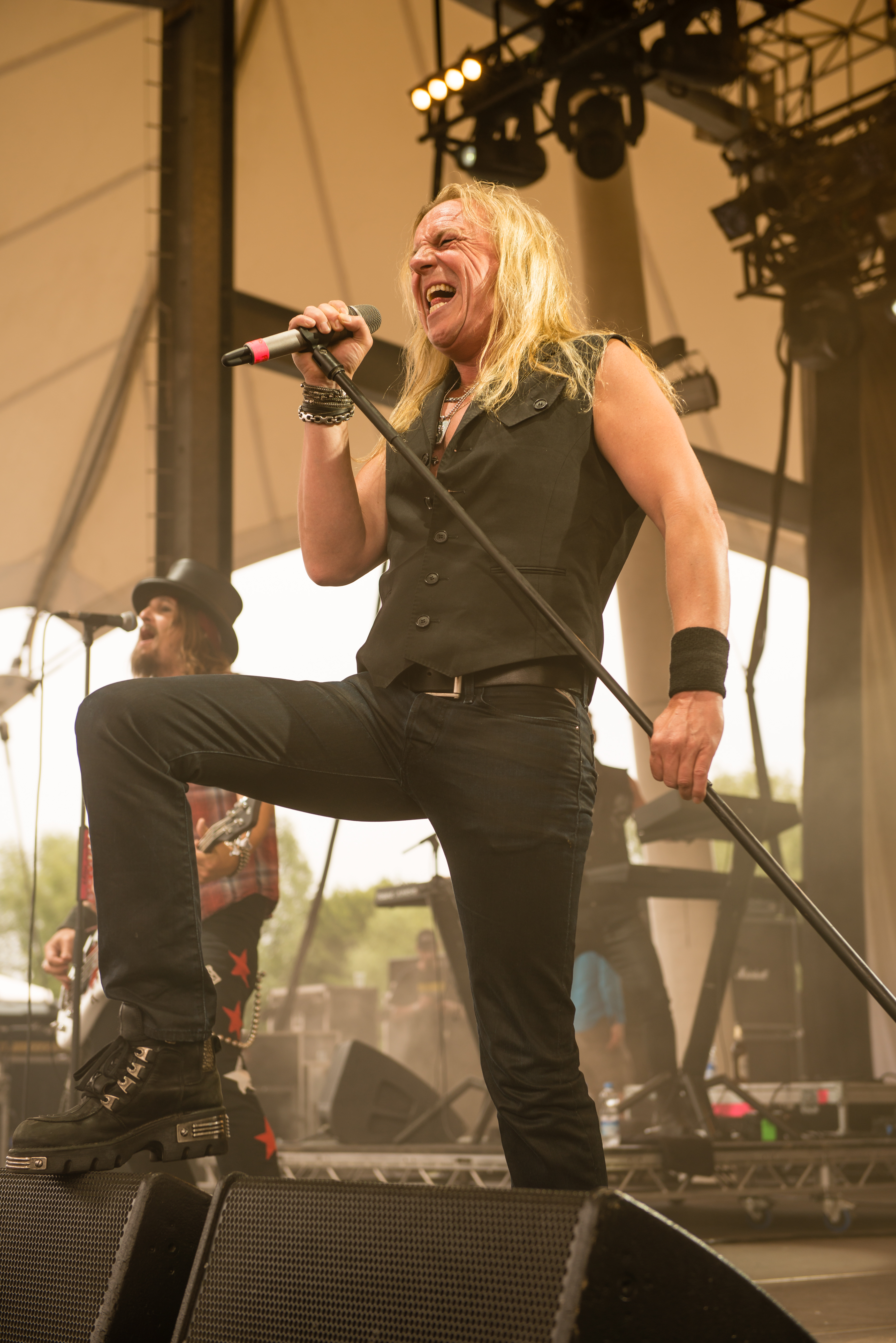
Ronnie Atkins

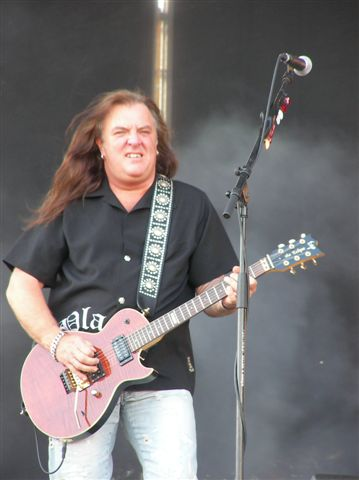
Ken Hammer

### Lata 80. XX wieku
Zespół Pretty Maids został założony w 1981 roku w Horsens przez wokalistę Ronniego Atkinsa i gitarzystę Kena Hammera, którzy do współpracy pozyskali Pete’a Collinsa (gitara), Johna Darrowa (gitara basowa) i Phila More’a (perkusja). W 1983 roku zespół nagrał wydany na kasecie album Heavy Metal, który spotkał się z życzliwym przyjęciem metalowej prasy. Konsekwencją tego był kontrakt z wytwórnią Bullet Records. Jeszcze w tym samym roku zostało wydane EP Pretty Maids. Duńczycy zagrali kilka koncertów w centrum ówczesnej muzyki metalowej - Anglii, zostali także wybrani najlepszym debiutem roku w kategorii „heavy metal”. W 1984 roku zespół supportował Black Sabbath na ich skandynawskiej trasie koncertowej. Podpisał również kontrakt z CBS, która natychmiast wznowiła ich debiutanckie EP. Doszło również do zmiany personalnej: za Collinsa i Darrowa pojawili się byli muzycy grupy Shylock - Rick Hanson (gitara) i Alan Delong (bas). Już z nimi w składzie Pretty Maids nagrał pierwszy album studyjny, zatytułowany Red, Hot and Heavy. Debiutancki longplay spotkał się z ciepłym przyjęciem prasy i fanów. Zespół, wspomagany przez klawiszowca Alana Owena, koncertował głównie po Europie, pojawił się również w Polsce na festiwalu Rock Arena w Poznaniu. Jeszcze w 1984 roku od zespołu odchodzi Rick Hanson, którego zastępuje... Pete Collins. Po dużym sukcesie Duńczycy w 1986 roku po raz pierwszy wyjechali do Stanów Zjednoczonych, aby w studiu Bearsville w Woodstocku zarejestrować materiał na drugi album studyjny. Future World okazał się kolejnym dużym sukcesem wydawniczym Pretty Maids, przez wielu uważany jest za największe dzieło w historii zespołu. Muzycznie była to kontynuacja hardrockowo-heavymetalowych brzmień z pierwszej płyty z większą dawką melodii, przez co z jednej strony Future World był agresywny, a z drugiej komercyjny. Album trafił na listy przebojów w wielu państwach, a zespół koncertował już z nowym gitarzystą Chrisem „Angelem” Gerhardtem Schleiferem m.in. na festiwalu Monsters Of Rock w Niemczech. Wiosną 1988 roku zespół zaczął prace nad kolejnym albumem, lecz gdy w marcu następnego roku krążek był praktycznie gotowy doszło do nieszczęścia, perkusista Phil More uległ wypadkowi samochodowemu, także w większości skończony już materiał został zniszczony. W międzyczasie pojawił się nowy gitarzysta Ricky Marx. Mimo utrudnień grupa zaczęła nagrania od nowa i jej trzeci album ukazał się w kwietniu 1990 roku.

### Lata 90. XX wieku
Jump The Gun ukazał się na całym świecie. Jego producentem był Roger Glover z zespołu Deep Purple. Album zbierał dobre recenzje, choć słabsze od poprzednika. Niektórzy narzekali na brak rozwoju, powielanie tych samych patentów. Phil More przeszedł rekonwalescencję i mógł grać dalej. W składzie grupy oficjalnie pojawił się klawiszowiec Dominic Gale, przez co stała się sekstetem. Zespół po raz pierwszy koncertował w Japonii. Jednak po wyczerpującej trasie okazało się, że kontuzja perkusisty była zbyt poważna i nie pozwoliła mu na dalszą grę w zespole. Pod koniec 1991 roku w grupie za More'a pojawił się Michael Fast, razem z nim przyszedł basista Kenn Jackson, zaś odszedł Marx. Zespół powrócił do pięcioosobowego składu. Z nowymi członkami na pokładzie kwintet nagrał czwarty już w swym dorobku album Sin-Decade, który ukazał się w 1992 roku. Muzyka zawarta na nim była bardziej komercyjna, aniżeli wcześniejsze produkcje zespołu. Ukazał się również pierwszy singel Pretty Maids, zatytułowany „Please Don’t Leave Me”, będący coverem utworu zespołu Thin Lizzy. Utwór niespodziewanie stał się wielkim hitem, zdobywając szczyty list przebojów w wielu krajach. W 1993 roku Sin-Decade został wyróżniony duńską nagrodą Grammy. W tym samym roku został wydany album z utworami akustycznymi Stripped. Natomiast dwa lata później ukazał się Scream. Album zawierał mocniejsze granie aniżeli Sin-Decade. Zespół zarejestrował również materiał na pierwszy w swej historii album koncertowy - Screamin' Live, który ukazał się jeszcze w tym samym roku. W 1997 roku ukazał się Spooked będący powrotem do bardziej klasycznego grania, znanego z pierwszych płyt. Album otrzymał znakomite recenzje, zdobył również duńskie Grammy w 1998 roku. W tym samym roku powstało pierwsze oficjalne wydawnictwo kompilacyjne, nazwane The Best Of...Back To Back. Tymczasem zespół nie próżnował i w 1999 roku został wydany album Anything Worth Doing, Is Worth Overdoing, który był muzyczną kontynuacją poprzednika i tak jak Spooked zebrał dobre recenzje.

### XXI wiek
W 2000 roku, po odejściu Dominica Gale’a grupa stała się kwartetem. W tym samym roku zespół wydał Carpe Diem, a dwa lata później Planet Panic. Były to albumy inaczej brzmiące aniżeli dwa poprzedzające je wydawnictwa. Carpe Diem posiadał więcej melodii i bardziej komercyjnej muzyki, zaś Planet Panic zawierał bardzo ciężką muzykę w porównaniu z poprzednimi produkcjami Duńczyków. Po wydanym w 2003 roku albumie koncertowym Alive at Least zespół zniknął na kilka lat. Kolejny, dziesiąty (nie licząc wydawnictwa akustycznego) album studyjny (z nowym perkusistą w składzie: Allanem Tschicają) ukazał się dopiero w 2006 roku i był powrotem do klasycznego stylu heavy-rockowego. Choć Wake Up to the Real World otrzymywał zróżnicowane recenzje w prasie metalowej, fani Pretty Maids byli zachwyceni, a płyta sprzedawała się bardzo dobrze. Zespół wyruszył w trasę koncertową, zagrał także na kilku dużych festiwalach, m.in. na Sweden Rock Festival. W 2008 roku grupa znów wyruszyła w trasę koncertową obejmującą głównie Europe, grała także na festiwalach, m.in. Sweden Rock Cruise. 9 stycznia 2009 roku Duńczycy zagrali na Royal Metal Fest, a w lipcu tego samego roku wystąpili na Headbangers Open Air Festival w Niemczech. Na początku 2010 roku Pretty Maids rozpoczął proces nagrywania nowego, jedenastego w karierze, albumu studyjnego zatytułowanego Pandemonium.

## Muzycy
Opracowano na podstawie materiału źródłowego.

### Obecny skład
- Ronnie Atkins (właściwie Paul Christensen) – wokal
- Ken Hammer (właściwie Kenneth Hansen) – gitara
- Kenn Jackson (właściwie Kenn Lund Jacobs) – gitara basowa
- Allan Tschicaja - perkusja

### Współpraca
- Morten Sandager - instrumenty klawiszowe na koncertach
- Alan „Stevie” Owen (właściwie Allan Nielsen) - muzyk sesyjny; instrumenty klawiszowe (1982-1990)

### Byli członkowie
- John Darrow (właściwie Johnny Mřller) - gitara basowa
- Allan Delong (właściwie Allan Klitgĺrd Jensen) - gitara basowa
- Pete Collins (właściwie Jan Piete) - gitara
- Rick Hanson (właściwie Kim Hansen) - gitara
- Chris „Angel” Gerhardt Schleifer - gitara na koncertach (1987-1988)
- Ricky Marx (właściwie Henrik Mark) - gitara
- Phil Moorheed More Morehead (właściwie Henrik Andersen) - perkusja
- Michael Fast Petersen - perkusja
- Dominic Gale - instrumenty klawiszowe
- Jørgen Thorup (właściwie Corner Throwup) - instrumenty klawiszowe na trasie koncertowej w 2001 roku
- Jan Møller - instrumenty klawiszowe na koncertach (1997, 2002-2003)
- Jacob Troutner - instrumenty klawiszowe na koncertach (2004)
- Knud Lindhard - wokal w chórkach

## Dyskografia

### Albumy studyjne
- Red, Hot and Heavy (1984)
- Future World (1987)
- Jump the Gun (1990; w Stanach Zjednoczonych wydany jako Lethal Heroes)
- Sin-Decade  (1992)
- Stripped (1993)
- Scream (1995)
- Spooked (1997)
- Anything Worth Doing, Is Worth Overdoing (1999)
- Carpe Diem (2000)
- Planet Panic (2002)
- Wake Up to the Real World (2006)
- Pandemonium (2010)
- Motherland (2013)
- Louder Than Ever (2014)
- Kingmaker (2016)
- Undress Your Madness (2019)

### EP
- Pretty Maids (1983)
- Love Games (1987)
- In Santa's Claws - 5 Track Christmas EP (1990)
- Offside (1992)
- Massacre Classix Shape Edition (1999)

### Albumy koncertowe
- Screamin' Live (1995)
- Alive at Least (2003)
- It Comes Alive - Maid in Switzerland (2012)
- Maid in Japan – Future World Live 30 Anniversary (2020)

### Kompilacje
- The Best Of...Back To Back (1998)
- First Cuts...And then Some (1999)
- The Best of 1983-2010 (2010)